# Arnaud Denis
Pour les articles homonymes, voir Denis.
Arnaud Denis, né le 31 mai 1983 à Paris, est un comédien, metteur en scène et dramaturge français.

## Biographie
Il a suivi les cours de Jean Périmony, Jean-Laurent Cochet et au Conservatoire National Supérieur d’Art Dramatique de Paris, dans la classe de Dominique Valadié, après sa scolarité à l'EABJM. Puis il intègre le Conservatoire national supérieur d'art dramatique où il ne restera qu'un an.
Il a notamment fondé en 2003 la troupe théâtrale des Compagnons de la Chimère, dans laquelle il exerce également les fonctions de directeur artistique et de metteur en scène. Jean-Pierre Leroux fait partie de la troupe dont il a la responsabilité administrative. En 2008, Les Compagnons de la Chimère obtiennent le Prix Oulmont de la Fondation de France. En 2010, Arnaud Denis a reçu le Prix du Brigadier décerné par la Mairie de Paris.
En 2016, il met en scène pour la première fois une pièce dont il est l'auteur, Le Personnage désincarné, au Théâtre de la Huchette, avec Marcel Philippot, Audran Cattin et Grégoire Bourbier.

## Théâtre

### Comédien
- 1999 : Le monologue de Figaro de Pierre-Augustin Caron de Beaumarchais, mise en scène Jean-Laurent Cochet
- 2000 : The Importance of Being Earnest (en anglais) de Oscar Wilde, Frenchwoods Festival of the Performing Arts, New Jersey, États-Unis
- 2000 : L'Impromptu de Versailles de Molière, Centre Culturel de Tours
- 2001 : Hamlet (en anglais) de William Shakespeare, Frenchwoods Festival of the Performing Arts, New Jersey, États-Unis
- 2001 : Si La Fontaine m'était conté, mise en scène Jean-Laurent Cochet
- 2003 : La Mouette de Tchekov, mise en scène Nicole Gros, Théâtre du Nord-Ouest
- 2005 : La Dispute de Marivaux, mise en scène Nicole Gros, Théâtre du Nord-Ouest
- 2009 : Une nuit de Grenade de François-Henri Soulié, mise en scène Jacques Lassalle, Festival de théâtre Nava Limoux Abbaye de Saint-Hilaire
- 2012 : Tartuffe de Molière, mise en scène Marion Bierry, Théâtre national de Nice, tournée, Théâtre de Paris
- 2013 : L'Importance d'être sérieux de Oscar Wilde, mise en scène Gilbert Desveaux, Théâtre Montparnasse
- 2013 : Le Misanthrope de Molière, mise en scène Michèle André, La Cigale
- 2014 : La Pèlerine écossaise de Sacha Guitry, mise en scène Pierre Laville, Théâtre Daunou
- 2015 : Claudel Barrault de Pierre Tré-Hardy, mise en espace Jean-Pierre Hané, Théâtre de Poche Montparnasse
- 2015 : Le Roi Lear de William Shakespeare, mise en scène Jean-Luc Revol, Théâtre de la Madeleine
- 2016 : Le Portrait de Dorian Gray d'Oscar Wilde, mise en scène Thomas Le Douarec, Théâtre du Lucernaire, le Studio des Champs-Élysées
- 2017 : Jean Moulin, évangile de Jean-Marie Besset, mise en scène Régis de Martrin-Donos, Théâtre 14 Jean-Marie Serreau
- 2018 : L'idiot de Fiodor Dostoïevski, mise en scène Thomas Le Douarec, Théâtre 14 Jean-Marie Serreau
- 2019 : Beaucoup de bruit pour rien de William Shakespeare, mise en scène et adaptation Pierre Hélie et Salomé Villiers, Théâtre Nouvelle France (Chesnay), tournée et festival d'Avignon
- 2019 : Marie des Poules, gouvernante chez George Sand de Gérard Savoisien, mise en scène Arnaud Denis, théâtre Buffon festival off d'Avignon
- 2020 : L'Importance d'être Constant d'Oscar Wilde, mise en scène Arnaud Denis, théâtre Tête d'Or, tournée
- 2021 : Marie des Poules, gouvernante chez George Sand de Gérard Savoisien, mise en scène Arnaud Denis, Théâtre Montparnasse
- 2021 : L'Importance d'être Constant d'Oscar Wilde, mise en scène Arnaud Denis, Théâtre Hébertot
- 2023 : Marie des Poules, gouvernante chez George Sand de Gérard Savoisien, mise en scène Arnaud Denis, le Studio des Champs-Élysées
- 2023 : Les liaisons dangereuses de Pierre Choderlos de Laclos, mise en scène Arnaud Denis, théâtre Tête d'Or, tournée

### Metteur en scène
- 2001 : Autour de la folie, textes de William Shakespeare, Francis Blanche, Comte de Lautréamont, Gustave Flaubert, Guy de Maupassant, Henri Michaux, Karl Valentin, seul en scène, Théâtre St Joseph, Clamart
- 2003 : Les Fourberies de Scapin de Molière, Théâtre Le Ranelagh
- 2004 : Monsieur Vernet de Jules Renard et 29 degrés à l'ombre d'Eugène Labiche, assistance à la mise en scène pour Jean-Laurent Cochet, Théâtre 14 Jean-Marie Serreau
- 2004 : En visite chez La Fontaine d'Arnaud Denis, seul en scène, Théâtre du Guichet Montparnasse
- 2004 : La Cantatrice chauve d'Eugène Ionesco, Théâtre Les Déchargeurs
- 2005 : En visite chez La Fontaine, Théâtre du Lucernaire – Salle Adyar pour le Collectif India
- 2005 : La Cantatrice chauve d'Eugène Ionesco, Théâtre des Blancs-Manteaux
- 2006 : Autour de la folie, Représentation unique au profit du Collectif India, Salle Adyar Paris
- 2006 : La Cantatrice chauve d'Eugène Ionesco, Théâtre Clavel
- 2006 : Les Fourberies de Scapin de Molière, Théâtre du Lucernaire
- 2007 : Les Revenants d'Henrik Ibsen, Théâtre 13
- 2007 : La Cantatrice chauve d'Eugène Ionesco, Vingtième Théâtre
- 2008 : L'Ingénu d'après Voltaire, Vingtième Théâtre
- 2008 : Les Fourberies de Scapin de Molière, Petit Montparnasse
- 2009 : L'Ingénu d'après Voltaire, Théâtre Tristan Bernard
- 2009 : Les Femmes savantes de Molière, Festival d'Anjou, Théâtre 14 Jean-Marie Serreau, Petit Théâtre de Paris
- 2010 : Les Femmes savantes de Molière, Petit Théâtre de Paris
- 2010 : Ce qui arrive et ce qu'on attend de Jean-Marie Besset, Vingtième Théâtre, Petit Montparnasse
- 2011 : Autour de la folie, Théâtre du Lucernaire
- 2012 : Nuremberg, la fin de Goering d'Arnaud Denis, Vingtième Théâtre
- 2014 : Dom Juan de Molière, Théâtre 14 Jean-Marie Serreau
- 2016 : Le Personnage désincarné d'Arnaud Denis, Théâtre de la Huchette
- 2018 : Mademoiselle Molière de Gérard Savoisien, théâtre Buffon Avignon, Théâtre du Lucernaire
- 2019 : Marie des Poules, gouvernante chez George Sand de Gérard Savoisien, théâtre Buffon festival off d'Avignon
- 2019 : Une vie au théâtre des Mathurins
- 2020 : Marie des Poules, gouvernante chez George Sand de Gérard Savoisien, Petit Montparnasse
- 2020 : L'Importance d'être Constant d'Oscar Wilde, théâtre Tête d'Or, tournée
- 2021 : Marie des Poules, gouvernante chez George Sand de Gérard Savoisien, Théâtre Montparnasse
- 2021-2022 : L'Importance d'être Constant d'Oscar Wilde, Théâtre Hébertot
- 2023 : Marie des Poules, gouvernante chez George Sand de Gérard Savoisien, le Studio des Champs-Élysées
- 2023 : Une vie au Théâtre du Petit-Saint-Martin
- 2023 Les liaisons dangereuses de Pierre Choderlos de Laclos, Théâtre Tête d'Or, tournée
- 2024 : Les liaisons dangereuses de Pierre Choderlos de Laclos, Comédie des Champs-Élysées

## Autre
- Conférence sur Beaumarchais – Théâtre des Variétés
- 2002 - Enregistrements de pièces radiophoniques au studio de Christine Bernard-Sugy chez France Culture

## Filmographie

### Cinéma

#### Court métrage
- 2002 : Demi-tour, Frédérick Ropartz

#### Longs métrages
- 2009 : Vivre ! d'Yvon Marciano
- 2014 : Yves Saint Laurent de Jalil Lespert

### Télévision
- 2002 : Napoléon, Yves Simoneau
- 2007 : Monsieur Max, Gabriel Aghion
- 2008 : Elles et moi, Patrice Brunetti
- 2016 : Candice Renoir, Saison 4, premier épisode

## Distinctions

### Récompense
- 2009 : Prix du Brigadier pour sa mise en scène et son interprétation dans Les Femmes savantes

### Nominations
- Molières 2018 : Molière de la révélation masculine pour Jean Moulin, évangile
- Molières 2020 : Molière du metteur en scène d'un spectacle de théâtre privé pour Marie des poules - gouvernante chez George Sand
- Molières 2025 : Molière du metteur en scène d'un spectacle de théâtre privé pour Les Liaisons dangereuses